# Хефтчешме
Хефтчешме́ (перс. هفتچشمه‎) — небольшой город на западе Ирана, в провинции Илам. Входит в состав шахрестана  Илам и является западным пригородом его одноимённого центра.
На 2006 год население составляло 3 497 человек.

## География
Город находится на востоке Илама, в горной местности западного Загроса, на высоте 1 245 метров над уровнем моря.
Хефтчешме расположен на расстоянии приблизительно 700 метров к западу от Илама, административного центра провинции и на расстоянии 500 километров к юго-западу от Тегерана, столицы страны.